# Ширыхановский
Ширыхановский — посёлок в Коношском районе Архангельской области. Входит в состав Коношского городского поселения.

## География
Посёлок находится в юго-западной части Архангельской области, у железнодорожной линии Москва — Архангельск, на расстоянии примерно 3 км (по прямой) к северо-востоку от посёлка городского типа Коноша, административного центра района.

### Часовой пояс
Посёлок Ширыхановский, как и вся Архангельская область, находится в часовой зоне МСК (московское время). Смещение применяемого времени относительно UTC составляет +3:00.

## История
В 1939 году населённый пункт еще не упоминался. По состоянию на 2020 год представляет собой заброшенный посёлок с десятком опустевших домов.

## Население
| 2002 | 2010 | 2012 |
| ---- | ---- | ---- |
| 0    | →0   | →0   |